# 静岡県道83号沼津インター線
静岡県道83号沼津インター線（しずおかけんどう83ごう ぬまづインターせん）は、静岡県沼津市にある県道（主要地方道）である。

## 概要

### 路線データ
- 起点 : 沼津市大岡（上石田交差点、国道1号 沼津バイパス・国道414号）
- 終点 : 沼津市岡宮（東名高速道路 沼津IC）
- 実延長 : 1.4 km

## 歴史
- 1993年（平成5年）5月11日 - 建設省から、県道沼津インター線が沼津インター線として主要地方道に指定される[1]。
- 1994年（平成6年）4月1日 - 路線番号が161号から変更される[2]。

## 路線状況

### 別名
- 沼津ぐるめ街道

### 重複区間
- 国道246号（沼津市大岡・上石田交差点 - 沼津市岡一色・沼津IC南交差点）

## 地理

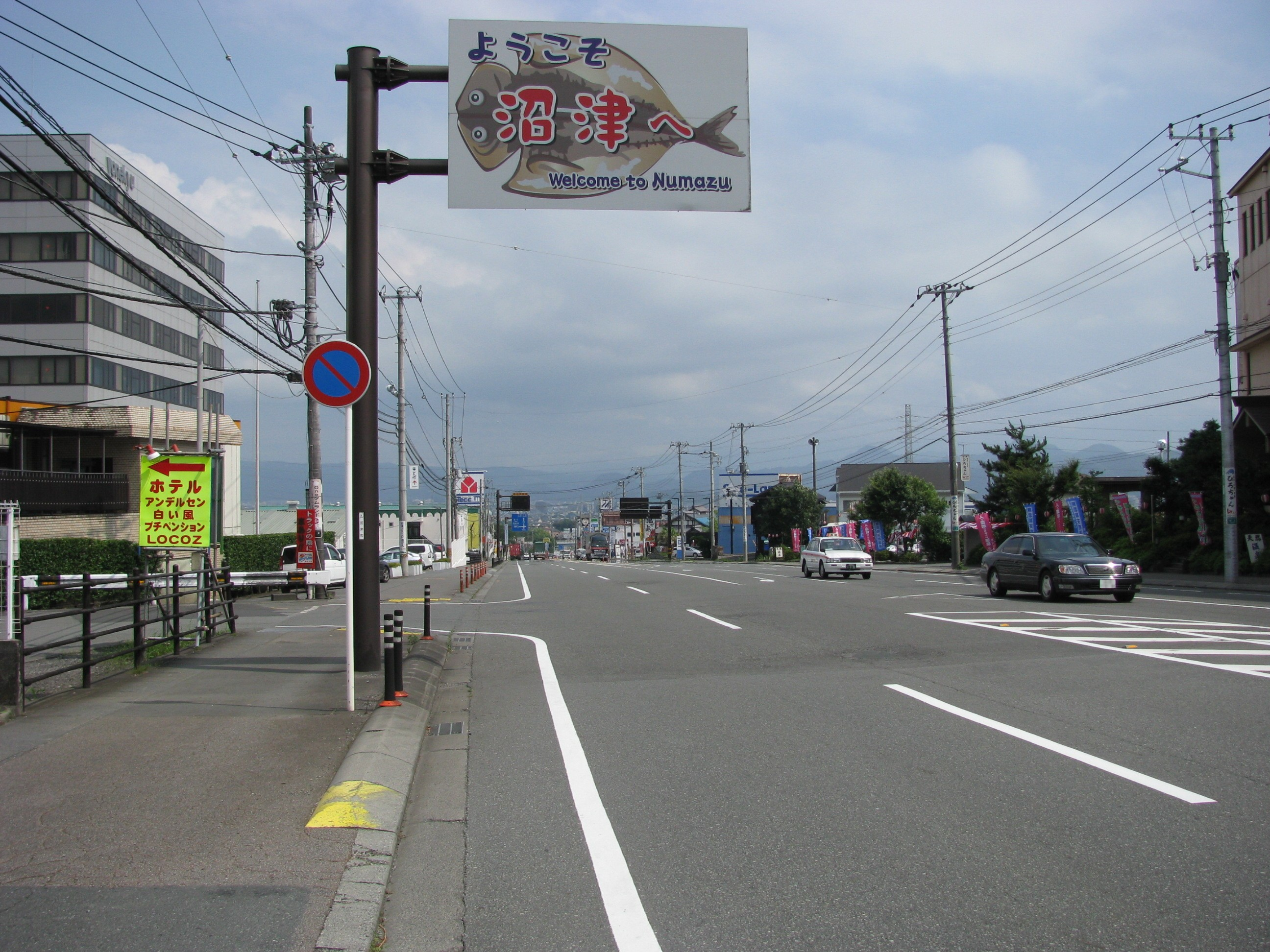
静岡県道83号沼津インター線
沼津市内方向を望む（2010年6月30日）

### 通過する自治体
- 沼津市

### 交差する道路
- 国道414号・国道1号 沼津バイパス（沼津市大岡・上石田交差点）
- 国道1号 沼津バイパス（沼津市大岡・上石田北交差点）
- 静岡県道22号三島富士線（沼津市岡一色・岡一色交差点）
- 国道246号（沼津市岡一色・沼津IC南交差点）
- 静岡県道83号沼津インター線 支線（沼津市岡宮）
- E1 東名高速道路 沼津IC（沼津市岡宮、終点）

支線
- 静岡県道83号沼津インター線（沼津市岡宮）
- 静岡県道405号足高三枚橋線（沼津市岡宮）